# Fortunato Misiano
Fortunato Misiano né le 11 octobre 1899 à Messine et mort le 11 février 1976, est un producteur de cinéma italien.

## Biographie
Né à Messine, Misiano s'installe à Rome avec sa famille après le tremblement de terre de 1908. Il entre dans le monde du cinéma d'abord comme figurant, puis comme assistant organisateur des productions de l'époque et ensuite comme directeur de production pour le compte de diverses sociétés cinématographiques. En 1945, il fonde sa propre société de production et de distribution, Edirom, puis Romana Film (it). Les premières productions sont en association avec le musicien Ulisse Siciliani.
De 1946 à 1967, il réalise près d’une centaine de films, dont beaucoup obtiennent beaucoup de succès. Les genres abordés vont du mélodrame populaire aux films de cape et d'épée et aux péplums. Les premiers films sont tournés dans les studios de la Titanus, puis dans les studios Incir De Paolis, via Tiburtina.
Les réalisateurs qui travaillent le plus fréquemment dans ses productions sont : Guido Brignone, Luigi Capuano, Pino Mercanti, Domenico Paolella, Umberto Lenzi et Piero Pierotti.
Il décède à Rome en 1976, laissant la société de distribution à son fils Franco Misiano.

## Filmographie
- 1947 : Dove sta Zazà? (it) de Giorgio Simonelli
- 1947 : Perdu dans les ténèbres de Camillo Mastrocinque
- 1948 : Il barone Carlo Mazza (it) de Guido Brignone
- 1948 : Monaca santa de Guido Brignone
- 1949 : Marechiaro de Giorgio Ferroni
- 1949 : Santo disonore (it) de Guido Brignone
- 1950 : Il nido di falasco (it) de Guido Brignone
- 1951 : Carcerato (it) d'Armando Grottini
- 1951 : Gli innocenti pagano (it) de Luigi Capuano
- 1951 : La vendetta di una pazza (it) de Pino Mercanti
- 1951 : Virginité de Leonardo De Mitri
- 1952 : La carovana del peccato (it) de Pino Mercanti
- 1952 : Ergastolo (film) (it) de Luigi Capuano
- 1952 : C'est la faute au grisbi de Guido Brignone
- 1952 : Rimorso (film) (it) d'Armando Grottini
- 1953 : Condannatelo! (it) de Luigi Capuano
- 1953 : Cruelle Maternité de Vittorio Cottafavi
- 1953 : Il mostro dell'isola (it) de Roberto Bianchi Montero
- 1954 : Désir ardent sous le soleil de Naples de Giorgio Pàstina
- 1954 : Au soir de la vie de Piero Tellini (assistant)
- 1954 : Femmes libres de Vittorio Cottafavi
- 1954 : Larmes d'amour de Pino Mercanti
- 1954 : L'Aventurier de Giorgio Pàstina
- 1954 : La Luciana (it) de Domenico Gambino
- 1954 : Piscatore 'e Pusilleco (film) (it) de Giorgio Capitani
- 1954 : Le Secret d'Hélène Marimon d'Henri Calef
- 1955 : L'Enfant de la rue d'Antonio Petrucci
- 1955 : La Fille du gardien de phare de Luigi Capuano
- 1955 : Scapricciatiello (film) (it) de Luigi Capuano
- 1955 : 'Na sera 'e maggio (film) (it)de Giorgio Pàstina
- 1955 : Rêve d'amour de Sergio Corbucci
- 1955 : Suor Maria (it) de Luigi Capuano
- 1956 : Amaramente (it) de Luigi Capuano
- 1956 : L'Épée de la vengeance de László Kiss et Luigi Capuano
- 1956 : Maruzzella (it) de Luigi Capuano
- 1956 : Tormento d'amore de Claudio Gora
- 1957 : Sous les griffes du tyran de Luigi Capuano
- 1957 : Onore e sangue (it) de Luigi Capuano
- 1957 : Primo applauso (film) (it) de Pino Mercanti
- 1957 : Serenata a Maria (it) de Luigi Capuano
- 1958 : Carosello di canzoni (it) de Luigi Capuano
- 1958 : Le Chevalier du château maudit de Mario Costa
- 1958 : Cigarettes, Whisky et P'tites Pépées de Maurice Régamey
- 1958 : Aventure à Naples de Pino Mercanti
- 1959 : Il mondo dei miracoli de Luigi Capuano
- 1959 : La Vengeance du Sarrasin de Piero Pierotti
- 1960 : Le Retour de Robin des Bois de Pino Mercanti
- 1960 : Madri pericolose de Domenico Paolella
- 1960 : Les Pirates de la côte de Domenico Paolella
- 1960 : Le signore (it) de Turi Vasile
- 1960 : La Terreur des mers de Domenico Paolella
- 1961 : Mary la rousse, femme pirate d'Umberto Lenzi
- 1961 : Le Secret de l'épervier noir de Domenico Paolella
- 1961 : L'Épée du châtiment de Luigi Capuano
- 1961 : Les hommes veulent vivre de Léonide Moguy
- 1962 : Catherine de Russie d'Umberto Lenzi
- 1962 : Seul contre sept d'Umberto Lenzi
- 1962 : Gli eroi del doppio gioco de Camillo Mastrocinque
- 1963 : Goliath et le Cavalier masqué de Piero Pierotti
- 1963 : L'Invincible Cavalier noir d'Umberto Lenzi
- 1963 : Samson contre le corsaire noir de Luigi Capuano
- 1963 : Samson l'Invincible de Tanio Boccia
- 1963 : Maciste contre Zorro d'Umberto Lenzi
- 1964 : Hercule contre les tyrans de Babylone de Domenico Paolella
- 1964 : Samson contre tous de Piero Pierotti
- 1964 : Goliath à la conquête de Bagdad de Domenico Paolella
- 1964 : Samson et le trésor des Incas de Piero Pierotti
- 1965 : Suspense au Caire pour A 008 d'Umberto Lenz
- 1965 : Le Mystère de l'île maudite de Piero Pierotti
- 1965 : Super 7 appelle le Sphinx d'Umberto Lenzi
- 1966 : Delitto a Posillipo (it) de Renato Parravicini
- 1966 : Un million de dollars pour sept assassinats d'Umberto Lenzi
- 1966 : Des fleurs pour un espion d'Umberto Lenzi
- 1966 : Zorro le rebelle de Piero Pierotti
- 1967 : Quatre malfrats pour un casse de Piero Pierotti
- 1967 : Gungala, la vierge de la jungle de Romano Ferrara
- 1967 : Samoa, fille sauvage de Guido Malatesta
- 1968 : Un corps chaud pour l'enfer de Franco Montemurro
- 1968 : Le Fils de l'Aigle noir de Guido Malatesta
- 1968 : Zorro au service de la reine de Franco Montemurro
- 1969 : Les Nuits érotiques de Poppée de Guido Malatesta
- 1969 : Tarzana, sexe sauvage de Guido Malatesta
- 1969 : Zorro, marquis de Navarre de Franco Montemurro